# Larry Thomas
Larry Thomas, né Larry Tomashoff en 1956, est un acteur américain.

## Filmographie
- 1980 : Demon Rock (Terror on Tour) : Tim
- 1995 : Seinfeld : Le nazi de la soupe
- 1997 : Surface to Air : Colonel Mustafa Kahlid
- 1997 : Austin Powers (Austin Powers: International Man of Mystery) : Casino Dealer
- 1998 : Hyacinth
- 2003 : BachelorMan : Doctor
- 2003 : Knee High P.I. (TV) : Sheiko
- 2004 : Scrubs (TV) : Lui-même
- 2004 : No Ordinary Hero : Mr. Problematico
- 2005 : Knight to F4 : Newscaster
- 2005 : Studio House (TV) : Nathan
- 2007 : Postal : Oussama Ben Laden